# Maurice Le Glay
 (juillet 2011).
Pour les articles homonymes, voir Le Glay.
Maurice Édouard Le Glay, né à Bordeaux le 25 septembre 1868 et mort à Casablanca le 3 avril 1936, est un militaire et écrivain colonial français.

## Biographie
Fils d'Edward Le Glay (1814-1894), sous-préfet, et de Marie Françoise de la Tour Saint-Igest (décédée en 1882).

### Carrière militaire
Il s’engage dans l’armée à l’âge de 19 ans, et devient élève-officier à l'École militaire d'artillerie et du Génie de Versailles. Alors qu'il est lieutenant au 18e bataillon d'Artillerie, domicilié à Brest, il épouse Emélie Eugénie Frossaert, à Paris, le 29 juillet 1902. À cette occasion, les époux légitiment leur fille Madeleine, née le 11 février 1893 à Calais. Maurice Le Glay, après un passage par Tunis, est nommé en Algérie où il devient un membre assidu de la société géographique d’Alger et d’Afrique du Nord, section historique et archéologique[réf. nécessaire].
Promu capitaine fin 1908, il devient « officier détaché aux Affaires étrangères, envoyé en mission aux ordres de notre consul à Fez pour y étudier quels pourraient être nos moyens de pénétration militaire, politique et économique »[réf. nécessaire] au Maroc. Il est affecté du 13e régiment d’artillerie, partie de la mission militaire chargée d’encadrer l’armée chérifienne.
Avant l'instauration du protectorat le 30 mars 1912, il travaille avec le colonel Joseph Émile Mangin et le commandant Édouard Brémond. Il rencontre le « capitaine Chleuh » Léopold Justinard, qui fait partie de la Mission militaire française chargée d'encadrer les troupes chérifiennes, l'armée du sultan Moulay Abdelhafid. Maurice Le Glay pénètre dans le pays à la tête des Mehallas opposés aux tribus berbères hostiles au Makhzen [Quoi ?]. Il est cité au Bulletin officiel du ministère de la Guerre le 8 avril 1910 : « a fait preuve de sérieuses qualités militaires dans la direction des opérations entreprises par les troupes chérifiennes contre les tribus Beni-Mtir, du 13 au 18 mai 1909 ».
En 1913, Lyautey le place comme agent politique auprès du général Henrys. Il est notamment témoin de l’action militaire française contre les Zaïanes et leur chef Moha ou Hammou qui s'achève avec la bataille d'El-Herri le 13 novembre 1914. En juillet 1913, le capitaine Le Glay rédige des notes sur le statut coutumier des tribus berbères. Il adhère à la « politique des égards » de Lyautey envers l’élite citadine du Makhzen et les caïds des tribus ralliées et installe le premier poste des Affaires indigènes à El Hajeb, au sud-ouest de Fez.
Durant la Première Guerre mondiale, il combat les tribus des Beni M'Tir et Beni M'guild. Sur la Haute Moulouya, le 10 octobre 1917, le général Lyautey, passant en revue les troupes, dit en face du capitaine Le Glay, : « Le Glay, voilà votre œuvre. »[réf. nécessaire]

### Carrière civile
En 1918, après son départ de l’armée, il devient contrôleur chef de la région civile des Abda-Ahmar, à Safi. Fonctionnaire plus pacifique, fréquentant tous les milieux, il acquiert, en une quinzaine d’années, une documentation importante[réf. nécessaire]. 
Vice-président de la société des écrivains de l’Afrique du Nord, en 1921, il publie deux premiers ouvrages : Récits marocains de la Plaine et des Monts et Badda, fille berbère et autres récits, qui obtiennent un grand succès [réf. nécessaire] et lui valent le grand prix de littérature coloniale décerné par la Société coloniale des artistes français, en juin 1922. Mais l’étiquette de « berbériste » collée aujourd’hui à son œuvre a certainement fait obstacle à son rayonnement littéraire, comme son indépendance d’esprit a nui à sa carrière militaire[réf. nécessaire].
Dans les milieux nationalistes marocains[Qui ?], on a également reproché à Le Glay d’avoir inspiré une politique de division, opposant les Berbères aux Arabes. Il fut, avec Paul Marty et Georges Hardy, le concepteur de l’école berbère, dans les années 1920, qui donnera naissance au collège berbère d’Azrou en 1927. 
Il a été l’un des principaux instigateurs du Dahir berbère du 16 mai 1930 (décret sultanien, préparé par les autorités protectorales, pour régir la justice coutumière dans les tribus de tradition amazighe). Il a eu l’occasion de défendre ses points de vue à travers des conférences et de nombreux articles, parus dans La Vigie marocaine, le Bulletin de l’enseignement public du Maroc, La Revue des Vivants. Avec le photographe officiel Gabriel Veyre, il est un proche collaborateur d’Antoine Mas, propriétaire d’un groupe de presse comprenant La Vigie marocaine, La Vie marocaine illustrée, France-Maroc et Le Petit Marocain, dans des activités journalistiques et économiques. Il se lia particulièrement d’amitié avec Édouard de Billy, René Euloge, Jean du Pac, et fut l’« informateur » d’Henry Bordeaux au Maroc.
En 1934, ses œuvres ont inspiré le scénario écrit par l’avocat et haut fonctionnaire Georges Duvernois du film Itto, réalisé par Jean Benoit-Lévy et Marie Epstein, avec pour interprètes Simone Berriau (veuve du Colonel Berriau), Moulay Ibrahim, Aisha Fadah et Simone Bourdet.
Maurice Le Glay meurt le 3 avril 1936, à Casablanca, où il s’était retiré. Une rue portait son nom, devenue ensuite la rue Bir El Jadid près du lycée Lyautey.

### Décorations
- Chevalier dans l’ordre de la Légion d'honneur le 11 juillet 1909.
- Officier de la Légion d'honneur, au titre des faits de guerre au Maroc, le 22 août 1913.
- Médaille militaire, le 30 septembre 1913.
- Croix de guerre le 10 octobre 1917.
- Commandeur dans l’ordre de la Légion d’honneur en décembre 1932.

## Publications
- Récits marocains de la plaine et des monts, Paris, Berger-Levrault, 1921 (grand prix de littérature coloniale en 1922)
- Badda, fille berbère et autres récits, Paris, Plon-Nourrit, 1921 (grand prix de littérature coloniale en 1922)
- Le Chat aux oreilles percées, Paris, Plon-Nourrit, 1922
- Itto, récit marocain d’amour et de bataille, Paris, Plon, 1923
- La Mort du Rogui (Histoire du sultan Moulay Hafid, de son gouvernement, des Européens de Fez en 1910), Paris, Berger-Levrault, 1926
- Les Pasteurs (Ichou et Itto, enfants berbères), Paris, Berger-Levrault, 1929 ; publié pour la première fois dans la revue mensuelle illustrée France-Maroc, en mars 1922 ;
- Les Sentiers de la guerre et de l’amour, récits marocains, Paris, Berger-Levrault, 1930
- Trois Récits marocains, illustrés par Abascal, 150 exemplaires, Les Bibliophiles du Maroc, Casablanca, 1930
- Nouveaux récits marocains de la plaine et des monts, Paris, Berger-Levrault, 1932
- Chronique marocaine (Année 1911 jusqu’à l’arrivée des Français à Fez), Paris, Berger-Levrault, 1933. Réédite en 2015 par Africorient, à Casablanca, sous un nouveau titre Au Maroc, un quart d'heure avant le Protectorat, dans la collection Maroc, créée et dirigée par le journaliste français Péroncel-Hugoz. Cette réédition est enrichie des textes nouveaux du Père Michel Lafon et du docteur Jamal Hossaini-Hilali.

### Sources
- Michel Lafon, Mémoire Plurielle d’Afrique du Nord, cahier no 8
- Michel Lafon, Un écrivain oublié, Maurice Le Glay, in Regards sur les littératures coloniales, tome II, Paris, L’Harmattan, 1999